# Liste der Gebietsänderungen in der Provinz Antwerpen
Die Liste der Gebietsänderungen in der Provinz Antwerpen enthält wichtige Änderungen der Gemeindegebiete in der belgischen Provinz Antwerpen in der Zeit vom 4. Oktober 1830 bis heute. Dazu zählen unter anderem Zusammenschlüsse und Trennungen von Gemeinden, Eingliederungen von Gemeinden in eine andere, Änderungen des Gemeindenamens und größere Umgliederungen von Teilen einer Gemeinde in eine andere. Kleinere Änderungen werden nicht berücksichtigt.

## Legende
- Datum: juristisches Wirkungsdatum der Gebietsänderung
- Gemeinde vor der Änderung: Gemeinde vor der Gebietsänderung
- Maßnahme: Art der Änderung
- Gemeinde nach der Änderung: Gemeinde nach der Gebietsänderung

Die Sortierung erfolgt chronologisch nach dem Datum und nach der aufnehmenden oder neu gebildeten Gemeinde. Heute noch bestehende Gemeinden sind farbig unterlegt. Die Gemeinden, die in die Provinz Antwerpen wechselten, sind grün, diejenigen, die sie verließen, rot unterlegt. 

## Gebietsänderungen
| Datum      | Gemeinde vor der Änderung                                                                    | Maßnahme        | Gemeinde nach der Änderung                        |
| ---------- | -------------------------------------------------------------------------------------------- | --------------- | ------------------------------------------------- |
| 01.01.1836 | Heist-op-den-Berg, Booischot                                                                 | Neubildung      | Booischot                                         |
| 01.01.1836 | Puurs, Breendonk                                                                             | Neubildung      | Breendonk                                         |
| 13.09.1836 | Deurne-Borgerhout, Borgerhout                                                                | Neubildung      | Borgerhout                                        |
| 13.09.1836 | Deurne-Borgerhout, Deurne                                                                    | Neubildung      | Deurne                                            |
| 01.01.1846 | Brecht, Sint-Lenaarts                                                                        | Neubildung      | Sint-Lenaarts                                     |
| 01.01.1859 | Turnhout, Oud-Turnhout                                                                       | Neubildung      | Oud-Turnhout                                      |
| 01.01.1865 | Herselt, Ramsel                                                                              | Neubildung      | Ramsel                                            |
| 01.01.1866 | Ekeren, Hoevenen                                                                             | Neubildung      | Hoevenen                                          |
| 01.01.1870 | Kontich, Lint                                                                                | Neubildung      | Lint                                              |
| 01.01.1874 | Rumst, Terhagen                                                                              | Neubildung      | Terhagen                                          |
| 01.01.1876 | Heist-op-den-Berg, Hallaar                                                                   | Neubildung      | Hallaar                                           |
| 01.01.1876 | Heist-op-den-Berg, Bernum                                                                    | Umgliederung    | Itegem                                            |
| 31.03.1923 | Burcht, Provinz Oost-Vlaanderen                                                              | Umgliederung    | Burcht                                            |
| 31.03.1923 | Kruibeke, Provinz Oost-Vlaanderen, Gebietsteile                                              | Umgliederung    | Burcht                                            |
| 31.03.1923 | Zwijndrecht, Provinz Oost-Vlaanderen                                                         | Umgliederung    | Zwijndrecht                                       |
| 31.03.1923 | Kallo, Provinz Oost-Vlaanderen, Gebietsteile, Melsele, Provinz Oost-Vlaanderen, Gebietsteile | Umgliederung    | Zwijndrecht                                       |
| 22.03.1929 | Austruweel Oorderen Wilmarsdonk                                                              | Eingliederung   | Antwerpen                                         |
| 22.03.1958 | Berendrecht Lillo Zandvliet                                                                  | Eingliederung   | Antwerpen                                         |
| 12.10.1965 | Gestel                                                                                       | Eingliederung   | Berlaar                                           |
| 09.03.1971 | Tongerlo Zoerle-Parwijs                                                                      | Eingliederung   | Westerlo                                          |
| 01.01.1977 | Vlimmeren                                                                                    | Eingliederung   | Beerse                                            |
| 01.01.1977 | Vremde                                                                                       | Eingliederung   | Boechout                                          |
| 01.01.1977 | Rijmenam                                                                                     | Eingliederung   | Bonheiden                                         |
| 01.01.1977 | Hingene Mariekerke Weert                                                                     | Eingliederung   | Bornem                                            |
| 01.01.1977 | Sint-Job-in-’t-Goor Sint-Lenaarts                                                            | Eingliederung   | Brecht                                            |
| 01.01.1977 | Bouwel                                                                                       | Eingliederung   | Grobbendonk                                       |
| 01.01.1977 | Booischot Hallaar Itegem Schriek Wiekevorst                                                  | Eingliederung   | Heist-op-den-Berg                                 |
| 01.01.1977 | Morkhoven Noorderwijk                                                                        | Eingliederung   | Herentals                                         |
| 01.01.1977 | Houtvenne Westmeerbeek                                                                       | Eingliederung   | Hulshout                                          |
| 01.01.1977 | Lichtaart Tielen                                                                             | Eingliederung   | Kasterlee                                         |
| 01.01.1977 | Waarloos                                                                                     | Eingliederung   | Kontich                                           |
| 01.01.1977 | Eindhout Varendonk Veerle Vorst                                                              | Zusammenschluss | Laakdal                                           |
| 01.01.1977 | Koningshooikt                                                                                | Eingliederung   | Lier                                              |
| 01.01.1977 | Gierle Poederlee Wechelderzande                                                              | Eingliederung   | Lille                                             |
| 01.01.1977 | Heffen Hombeek Leest Walem                                                                   | Eingliederung   | Mechelen                                          |
| 01.01.1977 | Muizen, Provinz Brabant                                                                      | Eingliederung   | Mechelen                                          |
| 01.01.1977 | Beerzel                                                                                      | Eingliederung   | Putte                                             |
| 01.01.1977 | Breendonk Liezele Ruisbroek                                                                  | Eingliederung   | Puurs                                             |
| 01.01.1977 | Broechem Emblem Oelegem                                                                      | Eingliederung   | Ranst                                             |
| 01.01.1977 | Poppel Weelde                                                                                | Eingliederung   | Ravels                                            |
| 01.01.1977 | Reet Terhagen                                                                                | Eingliederung   | Rumst                                             |
| 01.01.1977 | ’s-Gravenwezel                                                                               | Eingliederung   | Schilde                                           |
| 01.01.1977 | Lippelo Oppuurs                                                                              | Eingliederung   | Sint-Amands                                       |
| 01.01.1977 | Onze-Lieve-Vrouw-Waver                                                                       | Eingliederung   | Sint-Katelijne-Waver                              |
| 01.01.1977 | Hoevenen                                                                                     | Eingliederung   | Stabroek                                          |
| 01.01.1977 | Oevel                                                                                        | Eingliederung   | Westerlo                                          |
| 01.01.1977 | Oostmalle                                                                                    | Eingliederung   | Westmalle                                         |
| 01.01.1977 | Blaasveld Heindonk Tisselt                                                                   | Eingliederung   | Willebroek                                        |
| 01.01.1977 | Loenhout                                                                                     | Eingliederung   | Wuustwezel                                        |
| 01.01.1977 | Massenhoven Pulderbos Pulle Viersel                                                          | Eingliederung   | Zandhoven                                         |
| 01.01.1977 | Halle                                                                                        | Eingliederung   | Zoersel                                           |
| 01.01.1977 | Burcht                                                                                       | Eingliederung   | Zwijndrecht                                       |
| 24.02.1977 | Bevel Kessel                                                                                 | Eingliederung   | Nijlen                                            |
| 30.06.1977 | Ramsel                                                                                       | Eingliederung   | Herselt                                           |
| 30.06.1977 | Meer Meerle Minderhout Wortel                                                                | Eingliederung   | Hoogstraten                                       |
| 09.08.1977 | Olmen                                                                                        | Eingliederung   | Balen                                             |
| 30.06.1979 | Westmalle                                                                                    | Namensänderung  | Malle                                             |
| 01.01.1983 | Berchem Borgerhout Deurne Ekeren Hoboken Merksem Wilrijk                                     | Eingliederung   | Antwerpen                                         |
| 01.01.2019 | Puurs Sint-Amands                                                                            | Zusammenschluss | Puurs-Sint-Amands                                 |
| 01.01.2025 | Borsbeek                                                                                     | Eingliederung   | Antwerpen                                         |
| 01.01.2025 | Zwijndrecht                                                                                  | Zusammenschluss | Beveren-Kruibeke-Zwijndrecht, Provinz Ostflandern |